# Dagoba (album)
Pour les articles homonymes, voir Dagoba (homonymie).
Albums de Dagoba
Release the Fury What Hell Is About
Dagoba est le premier album du groupe de metal français Dagoba. Il est sorti le 3 juin 2003.

## Liste des titres
1. From Torture To Enslavement - 0:41
2. Maniak - 3:16
3. The White Guy (And The Black Ceremony) - 3:29
4. Something Stronger - 6:22
5. Another Day - 4:47
6. Fate Contained In A Crystal Ball - 0:50
7. Year Of The Scapegoat - 4:05
8. Dopesick - 4:13
9. Act 1, Part 2 - 3:03
10. Rush - 4:54
11. The Chaos We're Involved In - 0:31
12. Here We Are - 4:03
13. 4.2 Destroy - 2:21
14. Pornscars. - 2:37
15. Gods Forgot Me - 3:56

## Crédits
- Shawter — chant
- Izakar — guitare
- Werther — basse
- Franky Costanza — batterie